# SK Rapid Viena
El Sportklub Rapid Wien, más conocido en castellano como Rapid Viena, es un club de fútbol de la ciudad de Viena, la capital de Austria. Juega en la Bundesliga austriaca desde 1899, la máxima categoría del fútbol profesional del país.
La entidad fue creada en 1898 por trabajadores de la capital como Erster Wiener Arbeiter-Fußball-Club (Primer Club de Fútbol de Trabajadores Vieneses). Sin embargo, su fecha de fundación oficial es el 8 de enero de 1899, cuando cambió su nombre por el de Rapid Viena y pasó a jugar con una equipación verde y blanca, colores que mantiene en la actualidad. Su sede principal se ubica en el distrito Oeste de Hütteldorf y disputa sus partidos como local en el Allianz Stadion, inaugurado en 2016 y construido sobre el lugar del Estadio Gerhard Hanappi. Su rival histórico es el Austria Viena, con el que disputa el derbi de Viena.
El Rapid Viena es el equipo que más veces ha ganado la liga de fútbol de Austria, con 32 títulos, y ostenta un amplio apoyo social. Junto al Austria Viena y el Red Bull Salzburgo, son los tres únicos equipos que nunca han descendido de la Bundesliga austriaca. Posee 10 títulos internacionales, siendo el único equipo de Austria en ostentar este récord y el único en poseer títulos continentales. Estos son la Copa Mitropa de 1930, 1951, 1952, 1953, 1954, 1957, además de la Copa Intertoto de la UEFA obtenida en 1992, 1993, 1998 y 2007. Destaca en su palmarés ser subcampeón de la Recopa de Europa en las temporadas 1984-85 y 1995-96. Es uno de los pocos clubes en el mundo que ha sido campeón de liga en dos países distintos, ya que fue campeón de la Gauliga de Alemania en 1941, cuando Austria fue incorporada a ese país durante el Tercer Reich.

## Historia

### Fundación del club

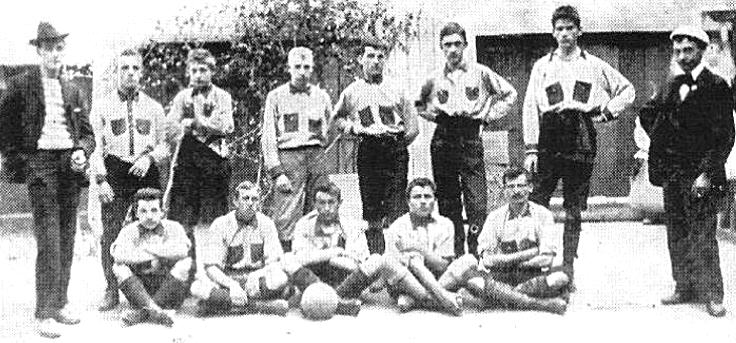
El 1. Arbeiter FC en 1898.

El club fue fundado en 1898 como Erster Wiener Arbeiter-Fußball-Club (Club de Fútbol de los Primeros Trabajadores de Viena). Los colores originales del equipo eran de color rojo y azul, que todavía se utiliza a menudo en partidos fuera de casa. El 8 de enero de 1899 el club fue renombrado, adoptando su nombre actual de Sportklub Rapid Wien, siguiendo el ejemplo del Rapid Berlín. En 1904, los colores del equipo fueron cambiados a verde y blanco. El club ganó el primer campeonato nacional de la historia de Austria en 1911-12 por un solo punto, y retuvo el título la temporada siguiente.

### Período de entreguerras

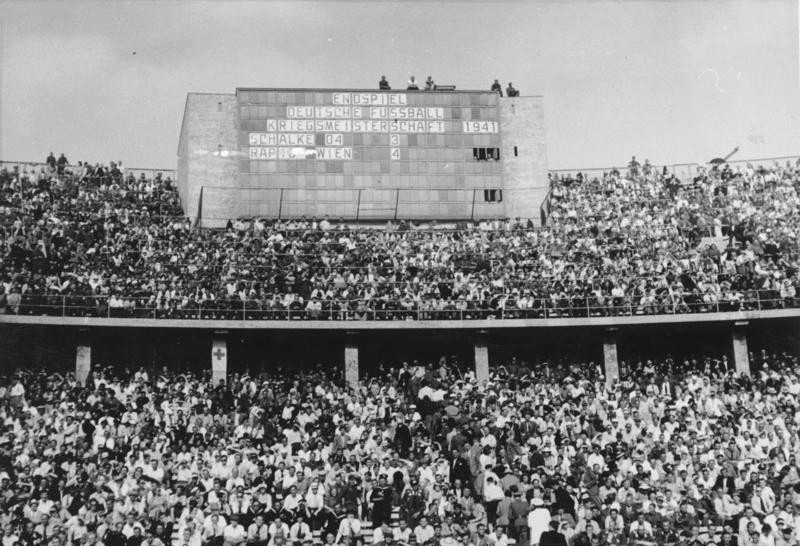
Imagen del histórico partido de 1941 ante el FC Schalke 04.

El Rapid se convirtió en una fuerza dominante durante los años comprendidos entre las dos guerras mundiales, una época en la que Austria fue una de las naciones futbolísticas más importantes del continente. Ganó tres títulos consecutivos desde 1919 a 1921. Después de la anexión de Austria a Alemania en 1938, el Rapid fue adherido al sistema alemán de fútbol, jugando en la Gauliga Ostmark —la primera división de la Austria ocupada por los nazis— junto con clubes como el Wacker Wien y Admira Vienna. El Rapid sería el más exitoso de estos clubes. Ganaron la Tschammerpokal, predecesora de la actual Copa de Alemania, en el año 1938 con una victoria por 3-1 sobre el FSV Frankfurt, y siguió con un campeonato alemán en 1941 al derrotar al Schalke 04, el club alemán dominante de la época. El equipo fue capaz de superar una ventaja de 3-0 del Schalke y ganar el partido 4-3.

### Primeras participaciones internacionales
Como campeones de la temporada 1954-55, el Rapid representó a Austria en la Copa de Europa inaugural en la temporada siguiente. Fueron emparejados en la primera ronda ante el PSV Eindhoven de Holanda, y se abrió con una victoria por 6-1 en Viena con una tripleta de Alfred Körner. A pesar de perder el partido de ida por 1-0 el club se clasificó para los cuartos de final, donde debutó con un empate 1-1 en casa ante el AC Milan de Italia antes de ser derrotado por 7-2 en el partido en San Siro y perder 8-3 en el global.
El club obtuvo un mejor rendimiento en la Copa de Europa llegó en la temporada 1960-61 cuando llegaron hasta las semifinales antes de ser eliminado por los futuros campeones del SL Benfica de Portugal por 4-1 en el total. Anteriormente, en los cuartos de final, el club necesita una repetición para eliminar al club alemán FC Erzgebirge Aue después de un empate global 3-3. El partido de desempate se celebró en el estadio neutral de St Jakob Park en Basilea, Suiza.

### Incidente con el Celtic y Recopas perdidas
El club estuvo involucrado en un episodio polémico en 1984 cuando eliminaron al Celtic de la Recopa en los dieciseisavos de final. El Celtic llevaba un 4-3 en el global con 14 minutos por jugar del partido, cuando Rapid concedió un penalti. A medida que los jugadores austríacos protestaban ante los árbitros del partido, su defensor Rudolf Weinhofer cayó al suelo y afirmó haber sido golpeado por una botella lanzada desde la grada. Las imágenes de televisión mostraron claramente que la botella que fue arrojada al terreno de juego no golpeó al jugador. El partido terminó 4-3, pero el Rapid hizo un llamamiento a la UEFA para una repetición, y ambos equipos fueron multados. La apelación de repetición fue rechazada al principio, pero el Rapid recurrió la decisión. Finalmente la UEFA estipuló que el partido, se repetiría a 100 millas de distancia del estadio del Celtic. El partido de repetición, se celebró el 12 de diciembre de 1984, en el Estadio Old Trafford de Manchester en Inglaterra y el Rapid venció 1-0 con un gol de Peter Pacult.
El Rapid llegó a su primera final europea en 1985, perdiendo por 2-1 en la Recopa de Europa, ante el Everton inglés en Róterdam. Once años más tarde, en el mismo torneo alcanzaron la final en Bruselas, pero el Rapid perdió por 1-0 ante el Paris Saint-Germain de Francia. En ese equipo de Rapid, que llegó a la Final de la Recopa de Europa, estaban jugadores como el alemán Carsten Jancker y el ruso Sergei Mandreko.

### SigloXXI
El Rapid ganó su 31.ª liga en la temporada 2004–05 y llegaron a la fase de grupos de la Liga de Campeones de la UEFA 2005-06 tras vencer al Dudelange de Luxemburgo por un global de 9-3 y luego derrotar al Lokomotiv Moscú 2-1 en el global en un play-off después de la victoria por 1-0 en Rusia. Con el tiempo terminó último en su grupo tras perder todos sus partidos con el Bayern Múnich, Juventus y el Club Brugge.
En 2008 gana su 32.ª liga, en la penúltima jornada del torneo, imponiéndose en casa ante 18.400 espectadores al SCR Altach por 3-0, destronando al defensor del título, el Red Bull Salzburgo. Con su trigésimo segundo título de Bundesliga austriaca es, por lejos, el club más ganador de su país. Sin embargo, después de obtener su trigésimo segundo título, el club sufre una sequía de títulos de catorce años, en donde obtiene varios subcampeonatos pero no consigue acabar la hegemonía del Red Bull Salzburgo.

## Uniforme
- Uniforme titular: Camisa verde, pantalón verde y medias verdes.
- Uniforme alternativo: Camisa blanca con franjas verticales verdes, pantalón blanco y medias blancas.

## Estadio

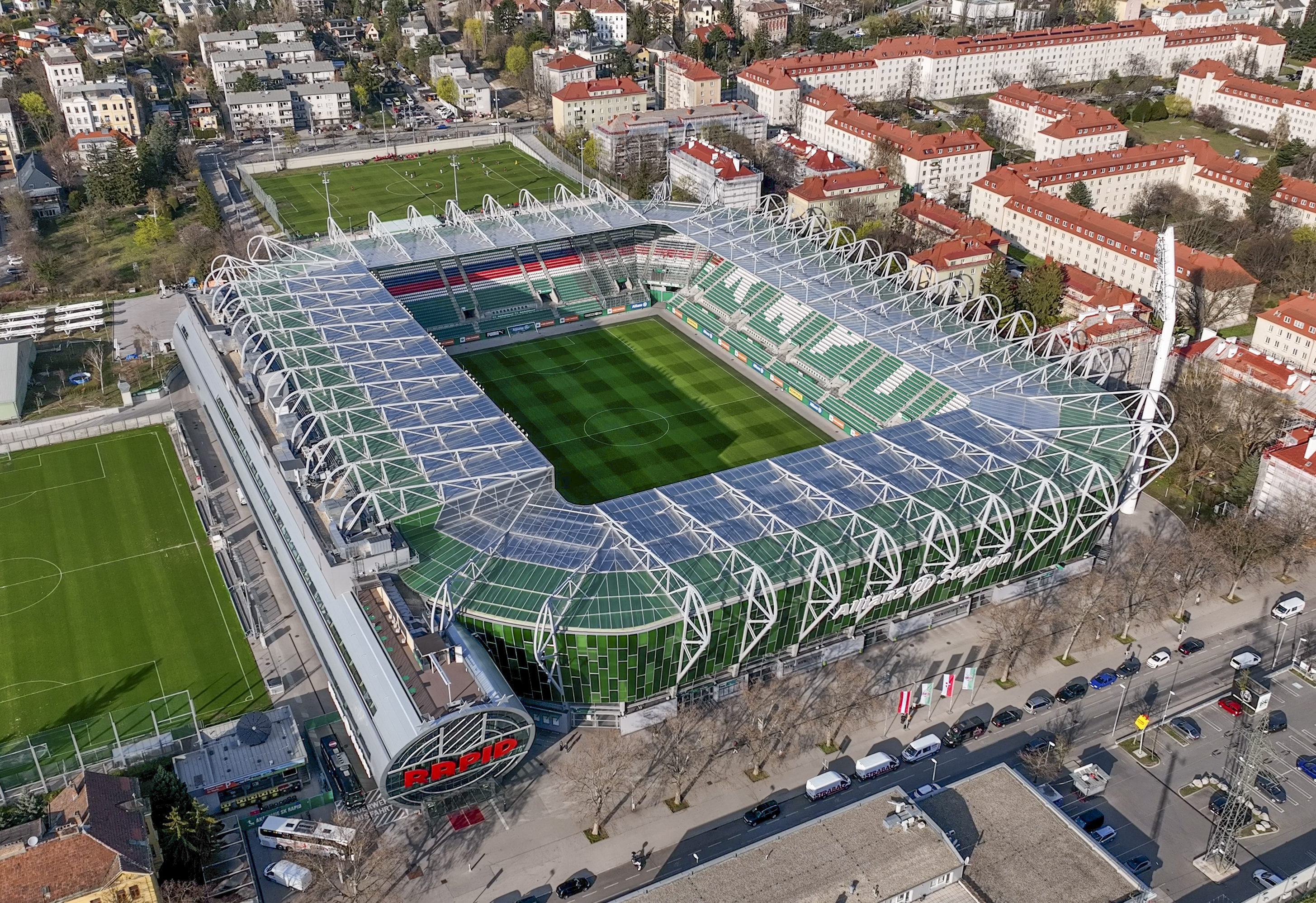
Allianz Stadion de Viena, inaugurado en 2016 sobre el antiguo Estadio Gerhard Hanappi.

El campo donde el Rapid Viena disputó la mayoría de sus partidos como local fue el Estadio Gerhard Hanappi. Se encontraba situado en el distrito de Hütteldorf, en la zona oeste de Viena y contaba con capacidad para 17.500 espectadores. Anteriormente era conocido como Weststadion (Estadio Oeste). En 2014 el estadio fue demolido y el club comenzó la construcción de un nuevo estadio en el sitio del anterior. El Allianz Stadion fue inaugurado el 16 de julio de 2016 y cuenta con todos los más modernos estándares de la UEFA, que lo calificó como estadio de categoría 4, el máximo nivel de infraestructuras.
La primera piedra del histórico Gerhard Hanappi se colocó en junio de 1971 pero, por retrasos en las obras, no se estrenó hasta el 10 de mayo de 1977 y su primer partido fue un derbi vienés contra el Austria Viena, en el que los locales vencieron por 1:0. Sin embargo, los trabajos no habían concluido y la inauguración oficial tuvo lugar el 14 de septiembre de 1977 en un encuentro de la Copa de la UEFA contra el Inter Bratislava. Entre 2001 y 2003 fue remodelado para instalar techos en todas las gradas.
Fue diseñado por el arquitecto Gerhard Hanappi, que también jugó en el Rapid Viena desde 1950 hasta 1964 y formó parte de la selección nacional austríaca en 93 ocasiones. Cuando Hannapi falleció en 1980 el recinto fue renombrado en su honor. Los aficionados verdiblancos lo apodan cariñosamente Sankt Hanappi (San Hanappi) por el eslogan del club, "Rapid ist unsere Religion" (El Rapid es una religión).
Los partidos internacionales y el Derbi de Viena se disputan en el Estadio Ernst Happel por razones de aforo y seguridad.
El anterior estadio del Rapid Viena era Pfarrwiese, situado también en el distrito de Hütteldorf. Según los datos del club, fue inaugurado el 28 de abril de 1912 ante más de 9.000 espectadores. La construcción de una tribuna en 1920 aumentó el aforo máximo a 20.000 personas. En los años 1970 el club vendió los terrenos para construir un recinto más moderno. Pfarrwiese fue demolido en 1981.

## Rivales

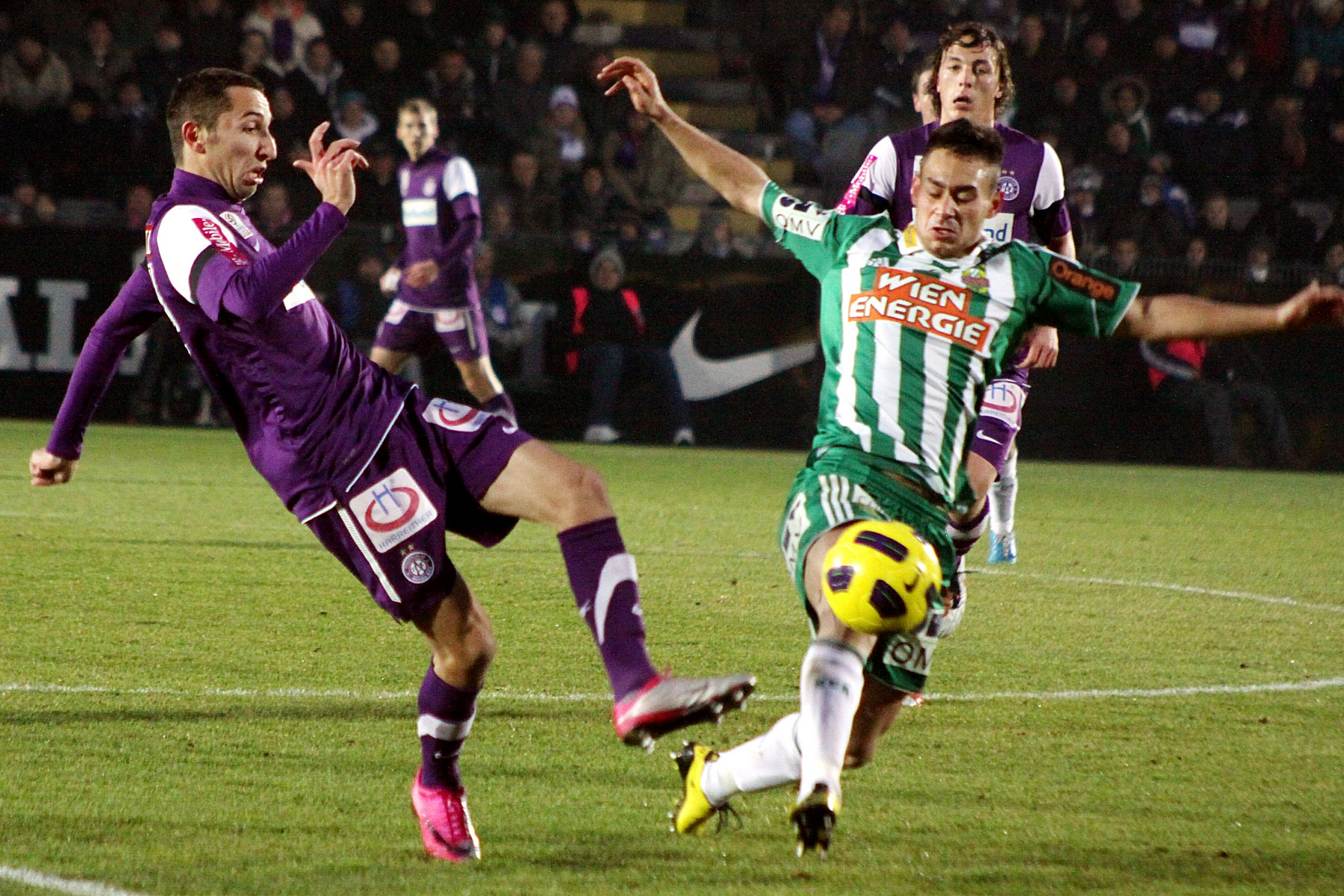
Derby de Viena en el 2010 entre Rapid Vienna y Austria Viena.

El Rapid disputa el derbi vienés con su rival local, el Austria Viena. Los dos clubes son los más seguidos y exitosos de todo el país. Ambos se originan en Hietzing, el distrito 13, al oeste de la ciudad, pero desde entonces se han trasladado a diferentes distritos. Mientras que el Austria Viena es visto como un club de clase media, el Rapid, tradicionalmente, mantuvo el apoyo de la clase obrera de la capital. Los dos clubes disputaron el derbi por primera vez en un partido de campeonato de liga el 8 de septiembre de 1911, y la victoria fue 4-1 para Rapid.

## Jugadores

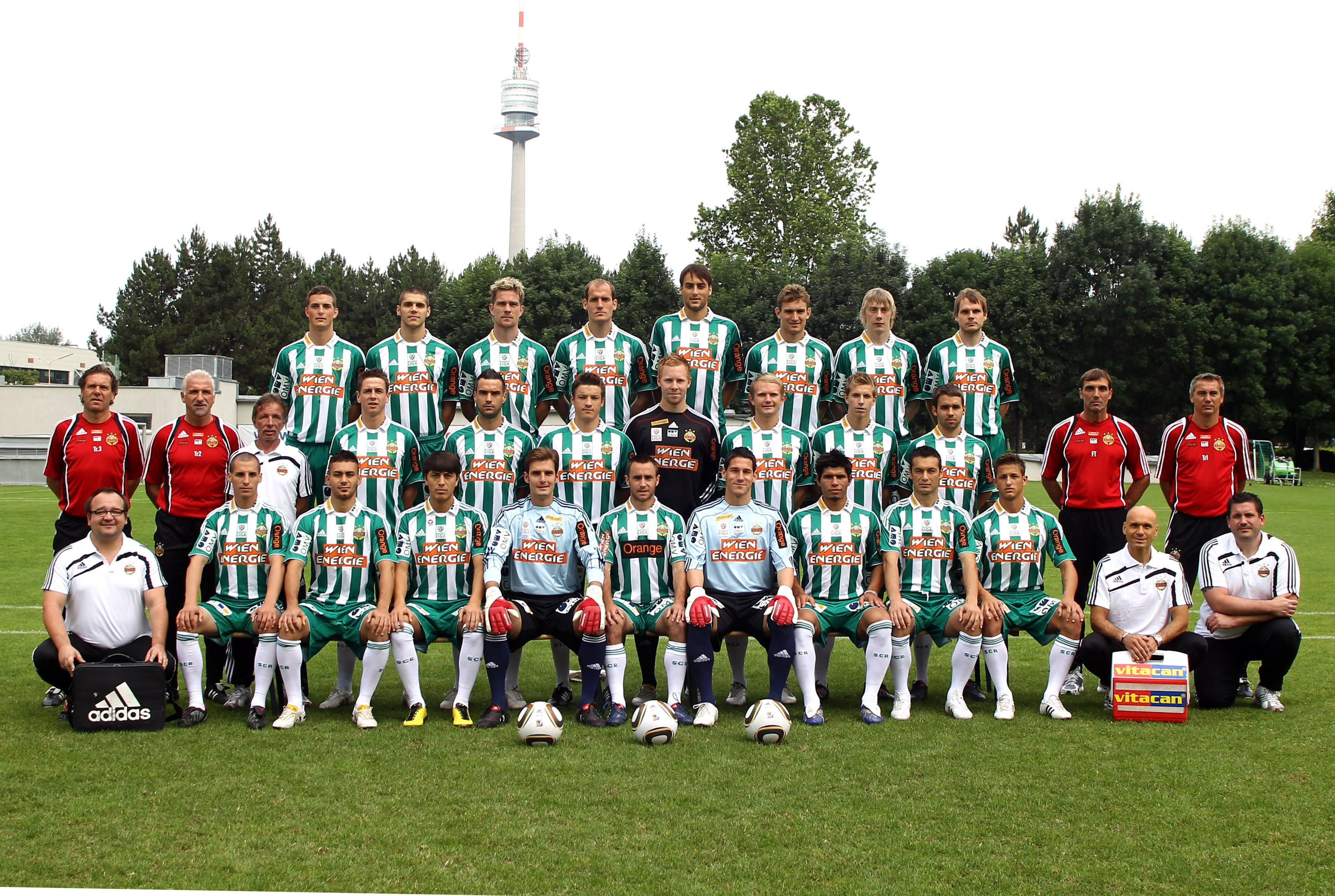
Imagen de la plantilla 2010-11.

### Números retirados
5 –  Peter Schöttel, DEF (1986–2001)

## Palmarés

### Torneos nacionales

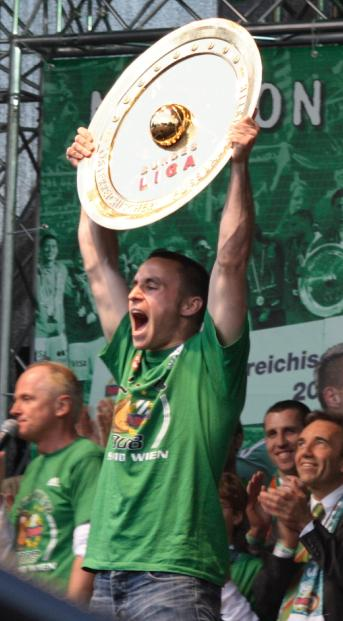
Steffen Hoffman festejando el título en 2008.

- Bundesliga de Austria (32): 1911-12, 1912-13, 1915-16, 1916-17, 1918-19, 1919-20, 1920-21, 1922-23, 1928-29, 1929-30, 1934-35, 1937-38, 1939-40, 1945-46, 1947-48, 1950-51, 1951-52, 1953-54, 1955-56, 1956-57, 1959-60, 1963-64, 1966-67, 1967-68, 1981-82, 1982-83, 1986-87, 1987-88, 1995-96, 2004-05, 2007-08.
- Campeonato Alemán (1): 1941.
- Copa de Austria (14): 1919, 1920, 1927, 1946, 1961, 1968, 1969, 1972, 1976, 1983, 1984, 1985, 1987, 1995.
- Copa de Alemania (1): 1938.
- Supercopa de Austria (4): 1986, 1987, 1988, 2008.

### Torneos regionales
- Torneo de la Ciudad de Viena (7): 1972, 1988, 1990, 1995, 1997, 1998, 2004.

### Torneos internacionales
- Recopa de Europa de la UEFA
  -  Subcampeón (2): 1984-85, 1995-96.

#### Torneos amistosos
- Copa Mitropa (2): 1930, 1951.
- Pfingstturnier (6): 1920, 1925, 1931, 1936, 1939, 1947[17]
- Torneo de pascua (6): 1935, 1948, 1950, 1954, 1960, 1969[17]
- Copa Rapid (2): 1931 (Navidad), 1934[17]
- Torneo Hütteldorfer: 1920[17]
- Torneo rundspiel: 1944[17]
- Torneo Juegos de Ginebra: 1946[18]
- Copa Aniversario 50 FC Schalke 04: 1954[19]
- Trofeo Ciudad de La Línea: 1971
- Torneo internacional Ciudad de Graz: 1979[20]
- Trofeo Manuel Briceño Pardo: 1983[21]
- Torneo de Luzerna: 1988[22]
- Copa Ciao February: 1999[23]

### Amateur
- Stadtliga Viena : 2006.
- Copa Toto Viena (2): 1998, 2008.

### Juveniles

#### Torneos internacionales juveniles
- Torneo juvenil de Aarau: 1949[24]
- Torneo juniors de Servette FC: 1963[25]
- Torneo Naters sub-19: 2004[26]

### Datos del club
- Temporadas en Bundesliga de Austria: 105 (todas)

Mejor posición: 1º (32 veces, la última en la temporada 2007-08)
Peor posición: 6º (temporada 1977)
- Participaciones en la Copa de Europa / Liga de Campeones de la UEFA: 16

Mejor posición: Semifinales (1960-61)
Veces que ha llegado a la fase de grupos de la Liga de Campeones: 7
Mayor victoria en el torneo: Rapid Viena 8–0  F. C. Avenir (temporada 1981-82)
Mayor derrota en el torneo:  A. C. Milan 7–2 Rapid Viena (temporada 1955-56)
- Participaciones en la Copa de la UEFA / Liga Europea de la UEFA: 24

Mejor posición: Semifinales (1983-84)
Veces que ha llegado a la fase de grupos de la Liga Europea: 2
Mayor victoria en el torneo: Rapid Viena 10–0  F. C. Aris Bonnevoie (temporada 1983-84)
Mayor derrota en el torneo:  Valencia C. F. 6–0 Rapid Viena (temporada 2015-16)
- Participaciones en la Recopa de Europa de la UEFA: 10

Mejor posición: Subcampeón (1984-85, 1995-96)
Mayor victoria en el torneo: Rapid Viena 4–2  Galatasaray S. K. (temporada 1982-83)
Mayor derrota en el torneo:  Wolverhampton Wanderers F. C. 5–0 Rapid Viena (temporada 1960-61)

## Participación internacional en competiciones UEFA

#### Por competición
Nota: En negrita competiciones activas.
| Competición                                   | Temp. | PJ  | PG  | PE | PP  | GF  | GC  | Dif. | Puntos | Títulos | Subtítulos |
| --------------------------------------------- | ----- | --- | --- | -- | --- | --- | --- | ---- | ------ | ------- | ---------- |
| Copa de Europa / Liga de Campeones de la UEFA | 18    | 81  | 35  | 9  | 37  | 130 | 122 | +8   | 114    | –       | –          |
| Copa de la UEFA / Liga Europea de la UEFA     | 27    | 158 | 62  | 27 | 69  | 223 | 225 | -2   | 213    | –       | –          |
| Liga Europa Conferencia de la UEFA            | 1     | 2   | 1   | 0  | 1   | 2   | 3   | -1   | 3      | –       | –          |
| Recopa de Europa de la UEFA                   | 10    | 52  | 19  | 17 | 16  | 87  | 73  | +14  | 74     | –       | 2          |
| Total                                         | 56    | 293 | 117 | 53 | 123 | 442 | 423 | +19  | 404    | 0       | 2          |

## Entrenadores
- Dionys Schönecker (1910–25)
- Stanley Willmott (1925–26)
- Edi Bauer (1926–36)
- Leopold Nitsch (1936–45)
- Hans Pesser (1945–53) †
- Josef Uridil (1953–54)
- Viktor Hierländer (1954–55)
- Leopold Gernhardt (1955)
- Franz Wagner (1955-56) †
- Alois Beranek (1956)
- Franz Wagner (1956) †
- Max Merkel (1956–58) †
- Rudolf Kumhofer (1958–59)
- Robert Körner (1959–66) †
- Rudolf Vytlacil (1966–68) †
- Karl Decker (1968–70)
- Rudolf Vytlacil (1968–69) †
- Robert Körner (1969-70) †
- Gerd Springer (1970–72)
- Robert Körner (1971-72) †
- Ernst Hlozek (1972–abril de 1975)
- Josef Pecanka (1975)
- Franz Binder /  Robert Körner (1975–76) †
- Antoni Brzezanczyk (1976–77) †
- Robert Körner (1977–78) †
- Karl Schlechta (1978–79)
- Walter Skocik (1979–82)
- Rudolf Nuske (1982)
- Otto Barić (1982–85)
- Vlatko Marković (1985–86) †
- Otto Barić (1986–88)
- Wilhelm Kaipel (1988)
- Vlatko Marković (1988–89) †
- Hans Krankl (1989–92)
- August Starek (1992–93)
- Hubert Baumgartner (1993–94)
- Ernst Dokupil (1994–98)
- Heribert Weber (1998–00)
- Ernst Dokupil (2000–01)
- Peter Persidis (interino) (2001) †
- Lothar Matthäus (2001-02)
- Josef Hickersberger (2002–05)
- Georg Zellhofer (2006)
- Peter Pacult (2006-2011)
- Zoran Barisic (2011)
- Peter Schöttel (2011-13)
- Zoran Barisic (abril de 2013-junio 2016)
- Mike Büskens (junio 2016-noviembre 2016)
- Damir Canadi (2016-abril 2017)
- Goran Djuricin (2017-2018)
- Dietmar Kühbauer (2018-2021)
- Steffen Hofmann (interino) (2021)
- Ferdinand Feldhofer (2021–2022)
- Zoran Barisic (2022 –)

## Equipos filiales
El SK Rapid Viena II es el equipo filial del club vienés. Actualmente juega en la 2. Liga, segunda liga más importante de Austria.